# Кукшир-Итон (Квебек)
Кукшир-Итон (фр. Cookshire-Eaton) је град у Канади у покрајини Квебек. Према резултатима пописа 2011. у граду је живело 5.171 становника.

## Становништво
Према резултатима пописа становништва из 2011. у граду је живело 5.171 становника, што је за 3,3% више у односу на попис из 2006. када је регистровано 5.004 житеља.
| 2006. | 2011. |
| ----- | ----- |
| 5.004 | 5.171 |